# Arnau de Leveson
Arnau de Leveson (Arnaud de Lévézou, † 30 de setembre de 1149) fou un eclesiàstic occità, bisbe de Besiers (1095-1121) i arquebisbe de Narbona (1121-1149) i legat pontifici permanent des de vers 1128.
Va néixer al castell de Leveson (Lévézou). Era fill d'Acfred, senyor de Leveson o Lévézou a Rouergue, i d'Arsinda, filla del vescomte Ricard II de Milhau i de Rixindis de Narbona. Es va beneficiar en la seva carrera de la influència del seu oncle Ricard de Milhau, abat de Sant Víctor de Marsella (1079-1106), arquebisbe de Narbona (1106-1121), cardenal i diverses vegades legat papal a França i altres estats. Fou prior de l'abàdia de Cassan fins que fou escollit bisbe de Besiers el 1095 o 1096. El 1114 Guillem IX de Poitou duc d'Aquitània es va apoderar de Tolosa en virtut dels drets de la seva esposa Filipa, en perjudici del jove comte Alfons I Jordà, que estava absent. El 1119 els tolosans es van revoltar contra l'ocupació aquitana i van massacrar al castellà del duc, reconeixent a Alfons I com a comte; aquest va confiar el govern de Tolosa al bisbe de Besiers Arnau de Leveson.
A la mort del seu oncle Ricar de Milhau el 15 de febrer de 1121, fou elegit al seu lloc el 16 d'abril següent com a arquebisbe de Narbona. Vers el 1128 fou nomenat llegat permanent del Papa Honori II. Durant la minoria de la vescomtessa Ermengarda de Narbona el 1134, Arnau va donar suport com a regent al comte Alfons I Jordà que va conquerir Narbona el 1139 amb el suport de l'arquebisbe.
Va morir el 30 de setembre de 1149 i el va succeir Pere d'Andusa (Pierre d'Anduze) fill del senyor d'Andusa, que era abat de Sant Geli.